# مدینا (داکوتای شمالی)
مدینا(به انگلیسی: Medina) شهری در ایالت داکوتای شمالی کشور ایالات متحده آمریکا است که جمعیت آن در سرشماری سال ۲۰۱۰ میلادی، ۳۰۸ نفر بوده‌است.